# Viktor Albrecht

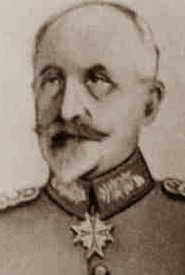
Viktor Albrecht

Viktor Albrecht (* 1. Oktober 1859 in Danzig; † 28. November 1930 in Weilburg) war ein preußischer General der Infanterie.

## Leben
Albrecht trat am 1. Oktober 1879 als Einjährig-Freiwilliger in das Kaiser Alexander Garde-Grenadier-Regiment Nr. 1 der Preußischen Armee ein. Unter Beförderung zum Fahnenjunker wurde er am 9. Mai 1880 in das 2. Nassauische Infanterie-Regiment Nr. 88 versetzt und avancierte bis Mitte März 1881 zum Sekondeleutnant. Ab 1. Oktober 1885 war Albrecht Adjutant des Füsilier-Bataillons und absolvierte von Oktober 1888 bis Juli 1891 zur Weiterbildung die Kriegsakademie in Berlin. Zwischenzeitlich Mitte Dezember 1889 zum Premierleutnant aufgestiegen, erfolgte am 16. Januar 1890 seine Versetzung in das Infanterie-Regiment Nr. 128. Mit seiner Beförderung zum Hauptmann am 17. Juni 1893 wurde Albrecht Kompaniechef und diese Funktion war er vom 22. März 1897 bis zum 26. Januar 1900 im Infanterie-Regiment Nr. 176 tätig. Albrecht wurde am 27. Januar 1900 Major und als solcher in das Grenadier-Regiment „König Friedrich Wilhelm I.“ (2. Ostpreußisches) Nr. 3 nach Königsberg versetzt. Dort war er vom 18. April 1901 bis 14. November 1904 Kommandeur des II. Bataillons und übernahm im Anschluss bis 6. Juli 1909 das Jäger-Bataillon „Fürst Bismarck“ (Pommersches) Nr. 2 in Kulm. In der Zwischenzeit hatte man Albrecht am 10. April 1906 zum Oberstleutnant sowie am 20. April 1909 zum Oberst befördert. Kurze Zeit darauf ernannte man ihn am 7. Juli 1909 zum Kommandeur des 5. Garde-Regiments zu Fuß.
Am 19. Dezember 1911 nahm Abrecht seinen Abschied aus der Armee und wurde als Inspekteur der Marineinfanterie in der Kaiserlichen Marine angestellt. Als solcher war er gleichzeitig mit der Wahrnehmung der Geschäfte des Kommandanten von Kiel beauftragt und stieg am 1. Oktober 1912 zum Generalmajor auf. Zum 2. Juli 1913 schied er aus der Marine aus und wurde als Kommandeur der 3. Garde-Infanterie-Brigade wieder in der Armee angestellt. In dieser Stellung erhielt er das Großoffizierskreuz des Ordens der Krone von Italien sowie anlässlich des Ordensfestes im Januar 1914 den Roten Adlerorden II. Klasse mit Eichenlaub.
Während des Ersten Weltkriegs kommandierte er vom 2. August 1914 bis zum 24. Januar 1917 die 1. Garde-Reserve-Division. Der Großverband nahm zunächst am Einmarsch in das neutrale Belgien teil und wirkte bei der Eroberung der Festung Namur. Anfang September 1914 verlegte er an die Ostfront, kämpfte an den Masurischen Seen und bei der Armeegruppe Gallwitz im Februar 1915 in der dortigen Winterschlacht. Anfang Oktober 1915 kehrte seine Division an die Westfront zurück, wo er am 18. April 1916 zum Generalleutnant befördert wurde. Vom 24. Januar 1917 bis 27. August 1918 war er Kommandierender General des XVIII. Armee-Korps. Im Juni 1917 verteidigten seine Truppen den Wytschaete-Bogen und waren zusammen mit dem IX. Reserve-Korps in der Schlacht von Messines involviert. Nach dem Höhepunkt der Dritten Flandernschlacht wurde das XVIII. Armee-Korps zwischen 13. Oktober und 14. November 1917 als Gruppe „Dixmude“ bezeichnet. In Gruppe „Lewarde“ umbenannt, beteiligten sich die Truppen des Korps in der Schlacht von Cambrai Anfang Dezember 1917 zwischen Fontaine-les-Croisilles bis Bellicourt an der deutschen Gegenoffensive. Während der deutschen Frühjahrsoffensive im März 1918 war sein Korps der 17. Armee zugeteilt und beteiligte sich an der Durchbruchsschlacht von Monchy-Cambrai und am Vorstoß in Richtung auf Bapaume. Dafür erhielt Albrecht am 9. April 1918 den Pour le Mérite. 
Vom 2. Oktober 1918 bis Kriegsende führte Albrecht noch das neugebildete XX. Armee-Korps an der Ostfront. Albrecht wurde am 29. September 1919 aus der Armee verabschiedet und erhielt am 29. Oktober 1919 den Charakter als General der Infanterie.
Albrecht war seit 1879 Mitglied des Corps Rhenania Straßburg.